# Faculdade de artes liberais

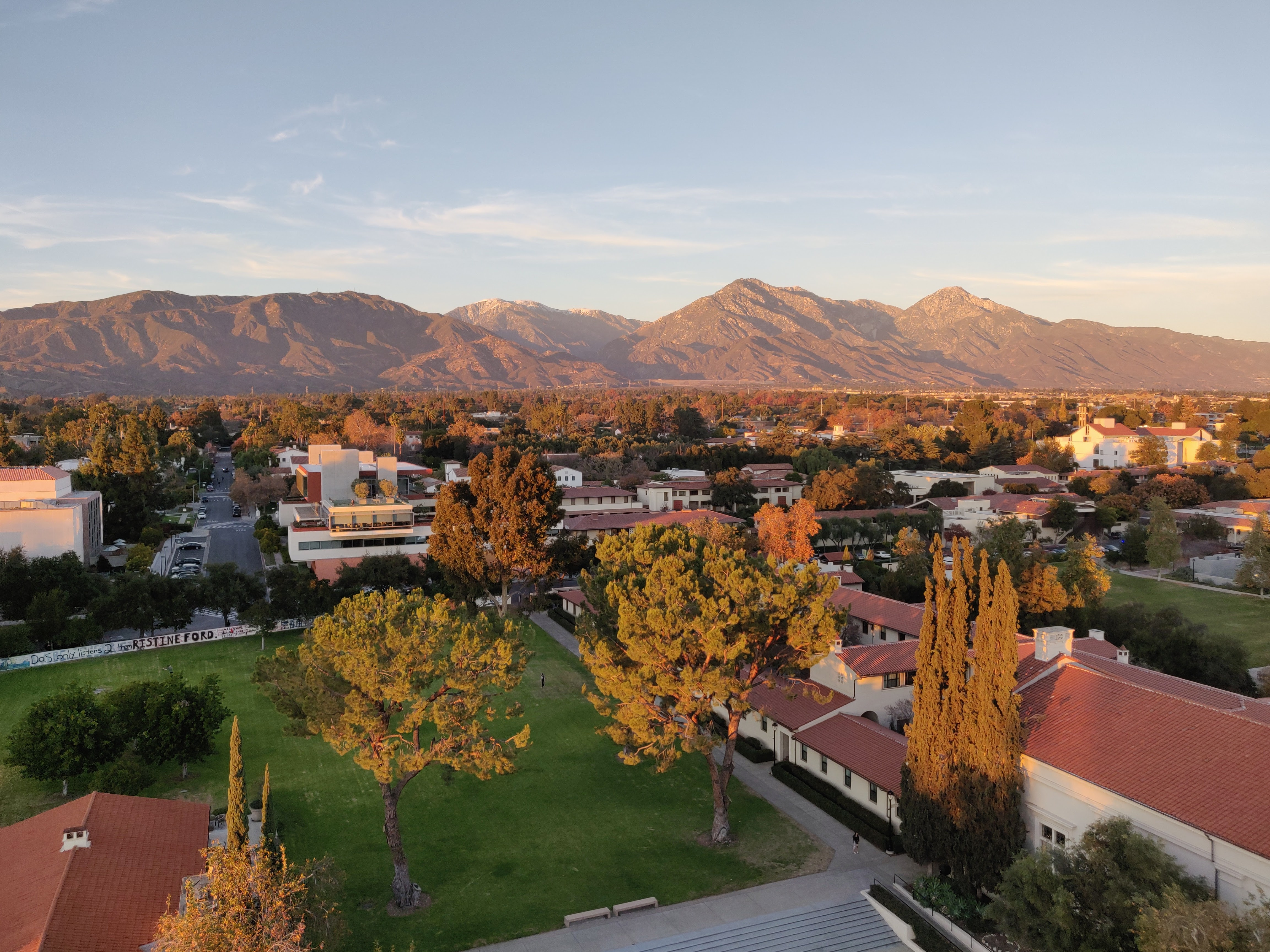
Pomona College em Claremont, Califórnia

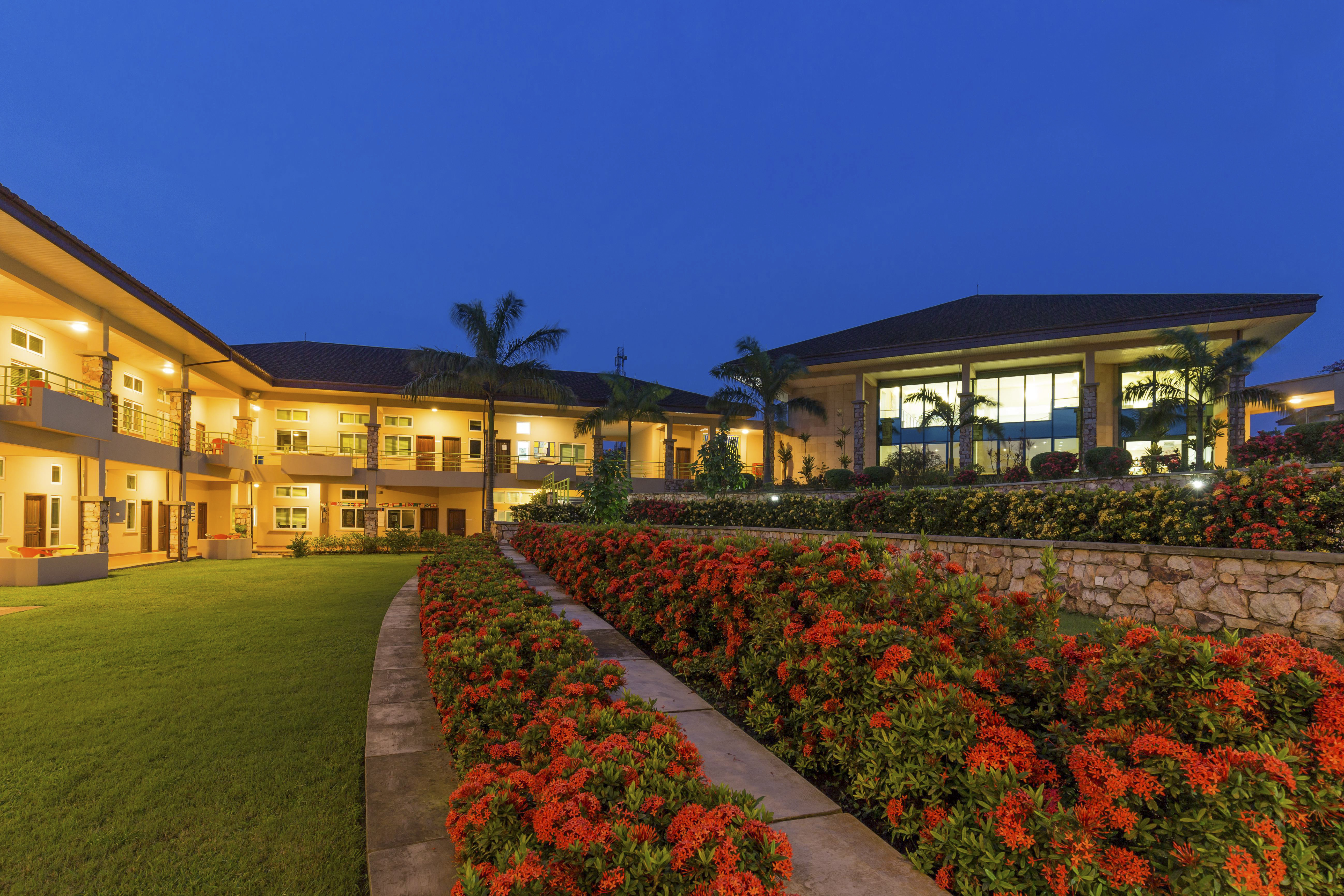
Universidade Ashesi em Accra, Gana

Uma faculdade de artes liberais ou instituição de ensino superior de artes liberais é uma faculdade com ênfase em estudos de graduação em artes e ciências liberais. Essas faculdades visam transmitir um amplo conhecimento geral e desenvolver capacidades intelectuais gerais, em contraste com um currículo profissional, vocacional ou técnico. Os alunos de uma faculdade de artes liberais geralmente se especializam em uma disciplina específica enquanto recebem exposição a uma ampla gama de disciplinas acadêmicas, incluindo ciências, bem como as disciplinas tradicionais de humanidades ensinadas como artes liberais. Embora se baseie em antecedentes europeus,  a faculdade de artes liberais está fortemente associada ao ensino superior americano, e a maioria das faculdades de artes liberais em todo o mundo se baseia explicitamente no modelo americano.
Não existe uma definição formal de faculdade de artes liberais, mas uma autoridade norte-americana as define como escolas que "enfatizam o ensino de graduação e concedem pelo menos metade de seus diplomas nas áreas de estudo das artes liberais". Outros pesquisadores adotaram definições semelhantes. 

## Características diferenciadoras

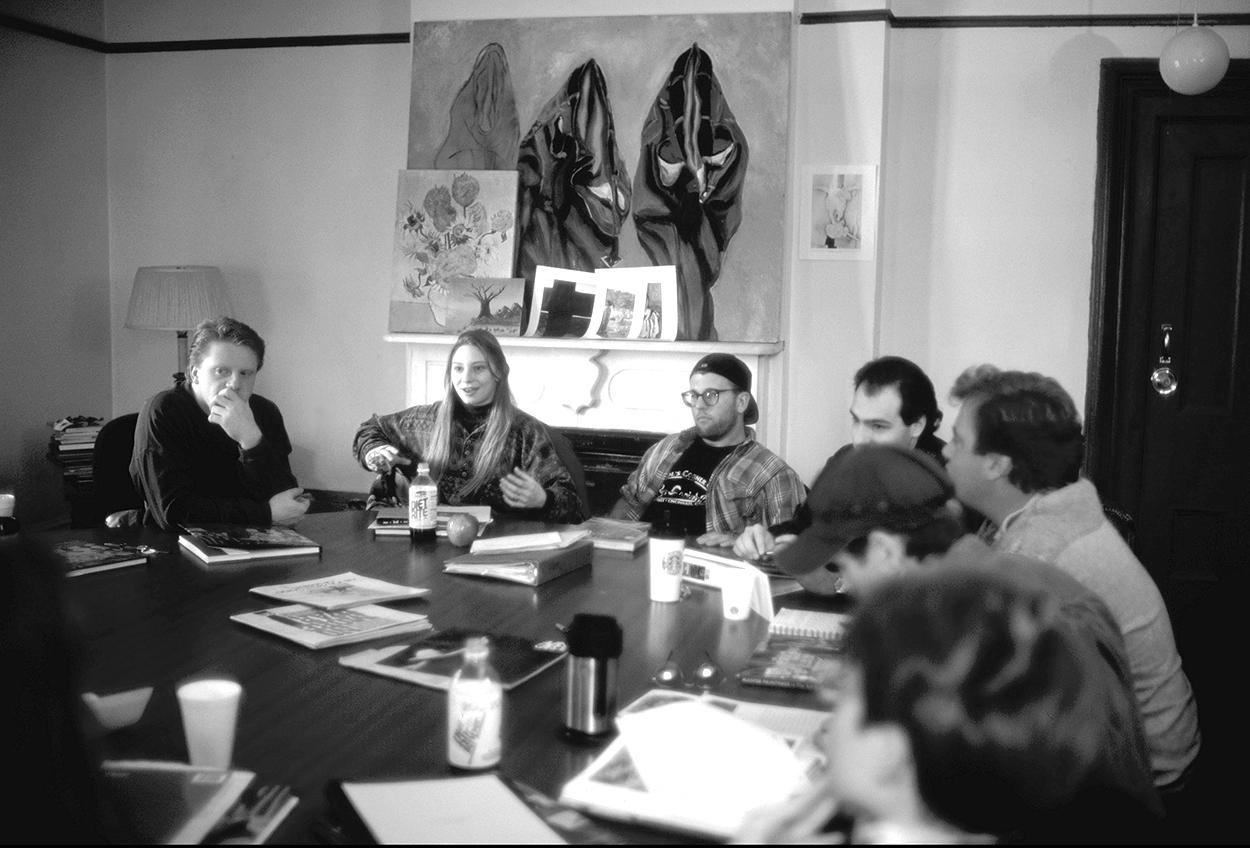
Aula de discussão no Shimer College em Chicago

As faculdades de artes liberais se distinguem de outros tipos de ensino superior principalmente por seus currículos generalistas e tamanho pequeno. Esses atributos têm vários efeitos secundários em termos de administração, bem como na experiência do aluno.  Por exemplo, o tamanho das turmas é geralmente muito menor nas faculdades de artes liberais do que nas universidades, e o corpo docente das faculdades de artes liberais normalmente se concentra mais no ensino do que na pesquisa. 

## Artes liberais e faculdade de artes liberais
Na academia, as artes liberais geralmente se referem a assuntos ou habilidades que visam fornecer conhecimento geral e abrangem as artes, humanidades, ciências naturais e ciências sociais (em vez de habilidades profissionais ou técnicas). A maioria das faculdades de artes liberais, no entanto, também oferece cursos em assuntos que não são tradicionalmente considerados parte das artes liberais, como a ciência da computação.

## Globalmente

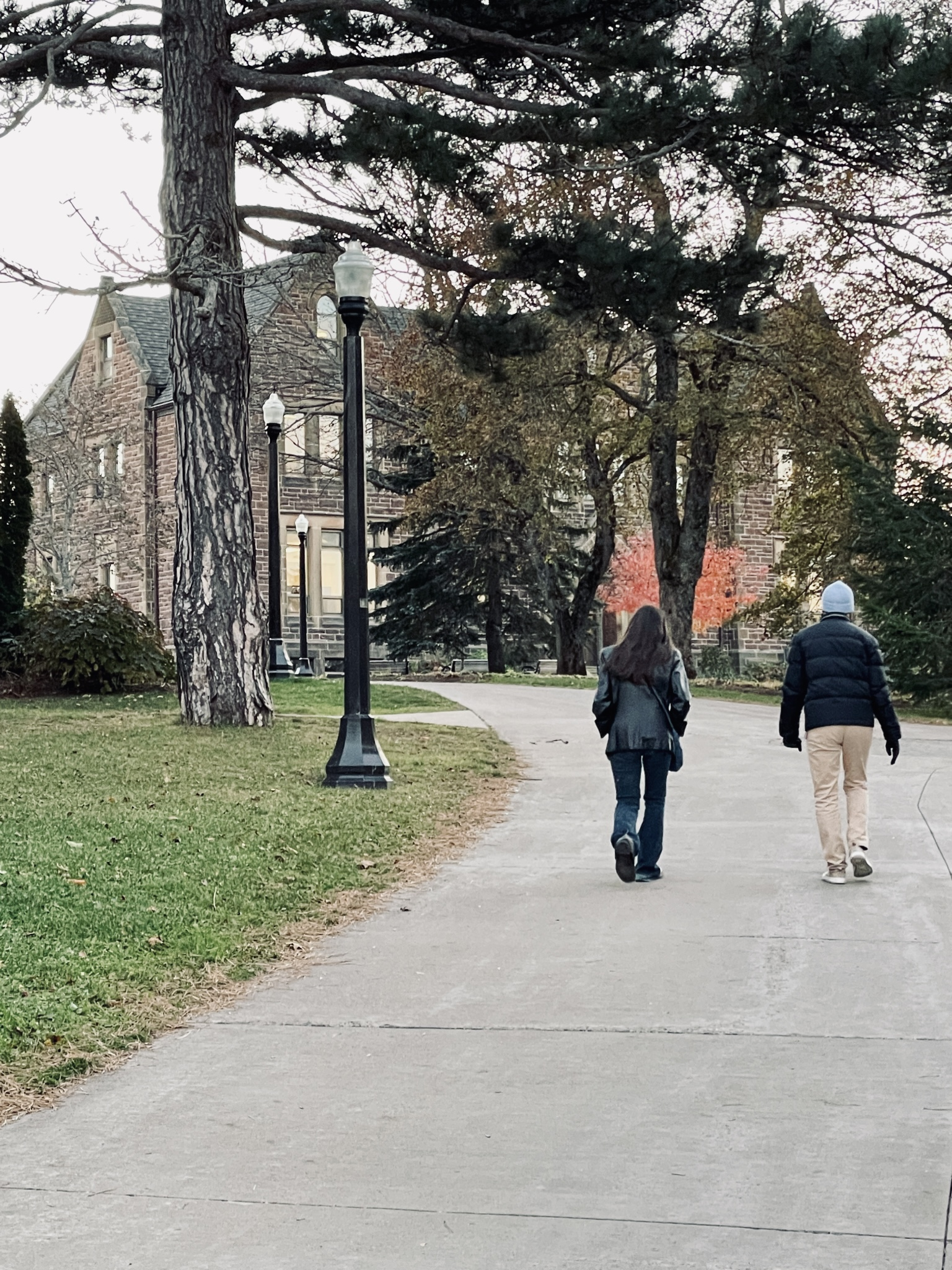
Mount Allison foi classificada como a melhor universidade de graduação do Canadá pelo ranking anual de universidades da revista Maclean's mais vezes do que qualquer outra universidade do país.

Faculdades de artes liberais são encontradas em todas as partes do mundo. Apesar das origens européias do conceito de educação em artes liberais, hoje o termo é amplamente associado aos Estados Unidos, e a maioria das faculdades de artes liberais auto-identificadas em todo o mundo são construídas no modelo americano. A Global Liberal Arts Alliance, que incorpora instituições nos cinco continentes, refere-se a si mesma como "uma parceria internacional multilateral de instituições de artes liberais de estilo americano".
Em 2009, faculdades de artes liberais de todo o mundo formaram a Global Liberal Arts Alliance, um consórcio internacional e "serviço de correspondência" para ajudar faculdades de artes liberais em diferentes países a lidar com seus problemas compartilhados.

### Na América do Norte

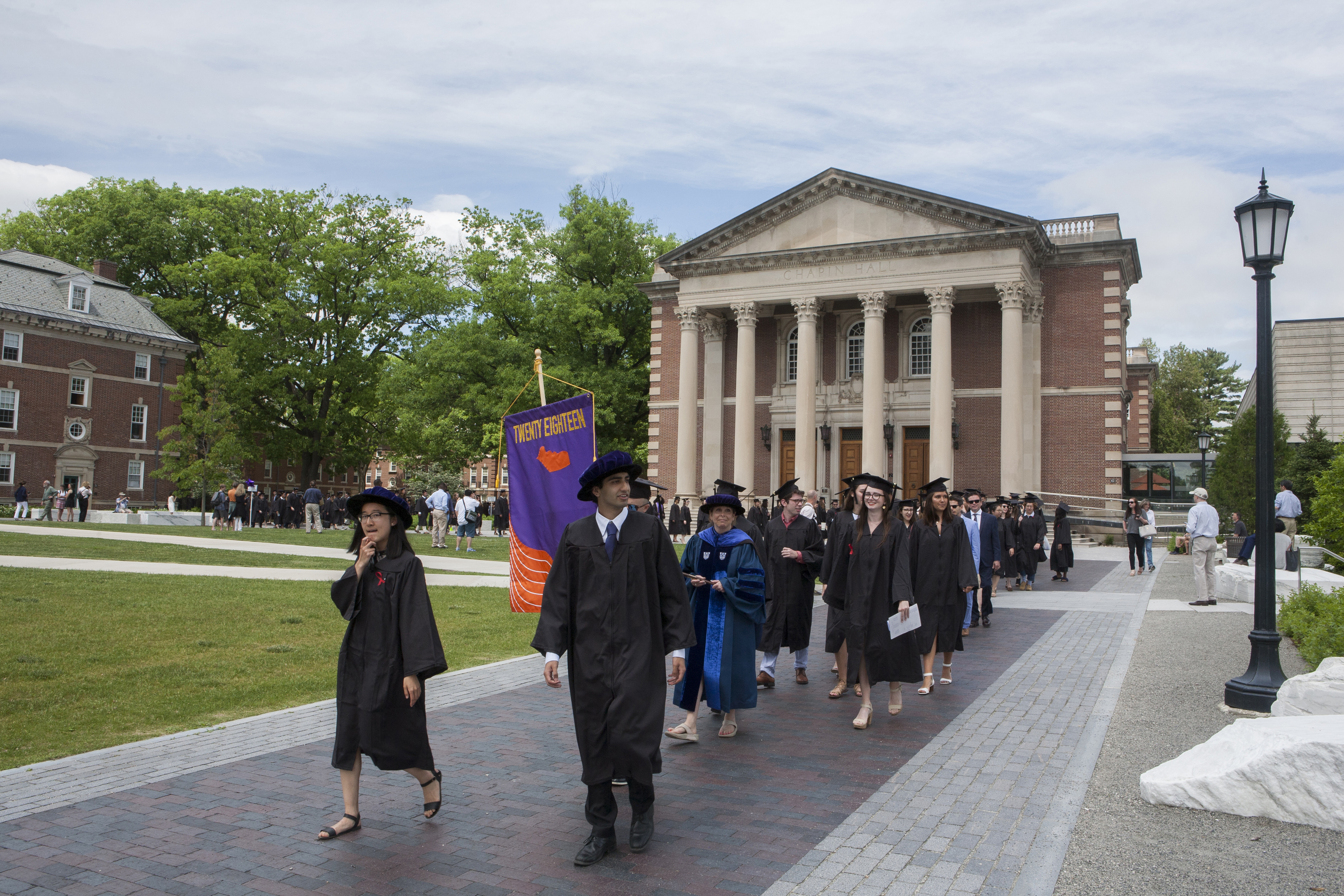
Williams College é uma das faculdades de artes liberais mais bem classificadas nos Estados Unidos

O modelo de faculdade de artes liberais se enraizou nos Estados Unidos no século 19, quando as instituições se espalharam que seguiram o modelo das primeiras escolas como Harvard, Yale e Dartmouth, embora nenhuma dessas primeiras escolas americanas seja considerada hoje como faculdades de artes liberais.  Esses colégios serviram como meio de difundir um modelo cultural basicamente europeu em todo o novo país.  O modelo proliferou no século XIX; cerca de 212 pequenas faculdades de artes liberais foram estabelecidas entre 1850 e 1899.  Em 1987, havia cerca de 540 faculdades de artes liberais nos Estados Unidos. 

### Na América do Sul
A organização líder é o Instituto Nacional de Educadores de Artes Liberais e Educação Artística, "Instituto Nacional Superior del Profesorado", localizado em Buenos Aires, Argentina. De 1983 a 2013 o instituto fez parte do IUNA (National University Institute for the Arts) e, desde 2014, o Ruanova Institute of Performing Arts and Higher Education passou a fazer parte da Universidad Nacional de las Artes, (UNA).

### Na Europa

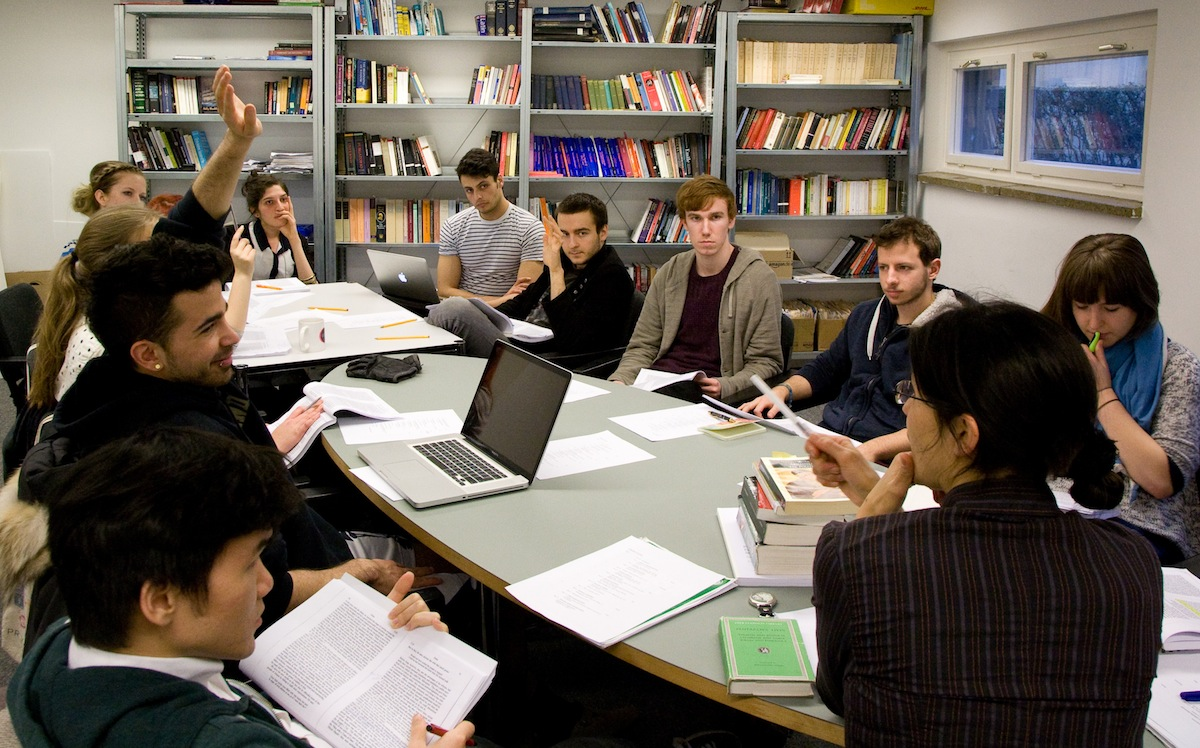
Aula no Bard College Berlin, na Europa

Com exceção de instituições pioneiras como a Franklin University Switzerland, estabelecida como uma faculdade de artes liberais de estilo norte-americano com sede na Europa em 1969, o Saint Louis University Madrid Campus, estabelecido em 1967, e Richmond, The American International University em Londres, estabelecida em 1972 só recentemente foram feitos esforços para importar o modelo americano de faculdade de artes liberais para a Europa continental.

### Na ásia

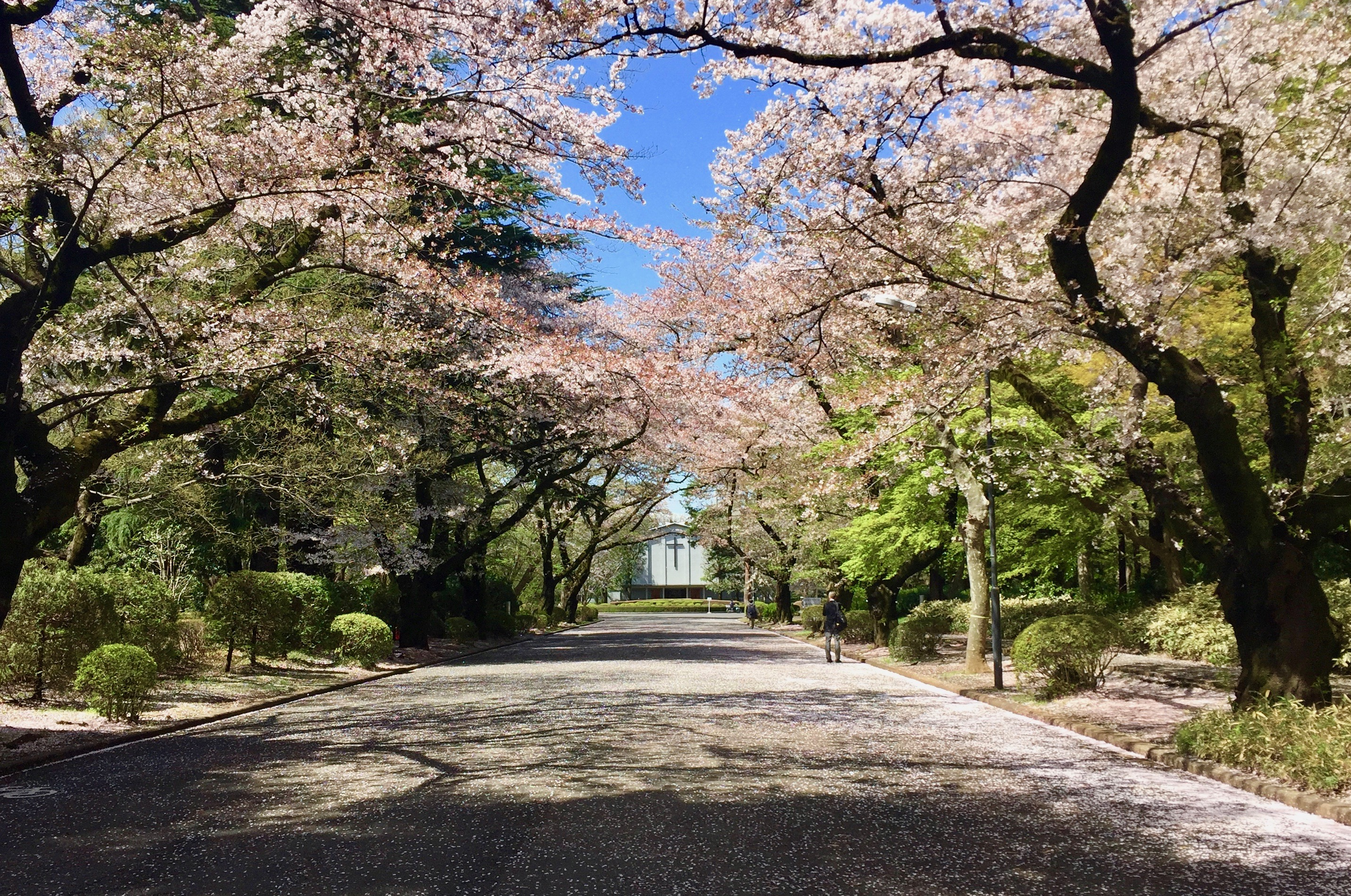
Universidade Cristã Internacional no Japão

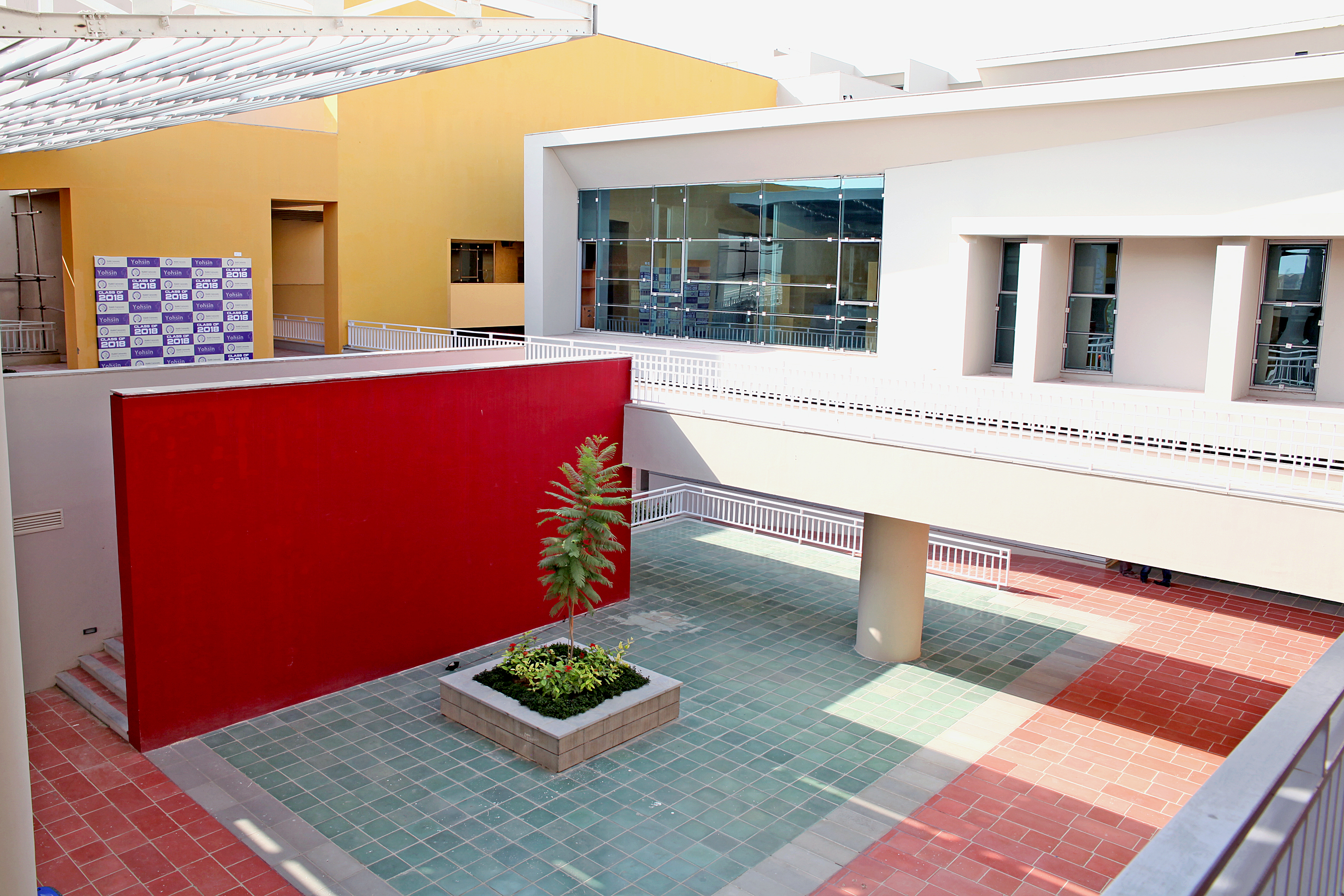
Universidade Habib em Karachi

A Universidade de Lingnan em Hong Kong foi estabelecida como uma faculdade de artes liberais no início do século 20, embora posteriormente tenha se tornado uma universidade plena. O Ginling College em Nanjing também seguiu o modelo de uma faculdade americana de artes liberais desde sua fundação em 1915 até ser forçada a se conformar com o sistema educacional nacionalista na década de 1930. Na cidade de Zhuhai, a Universidade Batista de Hong Kong e a Universidade Normal de Pequim abriram o United International College, que adotou o sistema de educação universitária de artes liberais.
A Universidade Cristã Internacional em Tóquio, inaugurada em 1953, se define como "a primeira faculdade de artes liberais do Japão".

### Na África

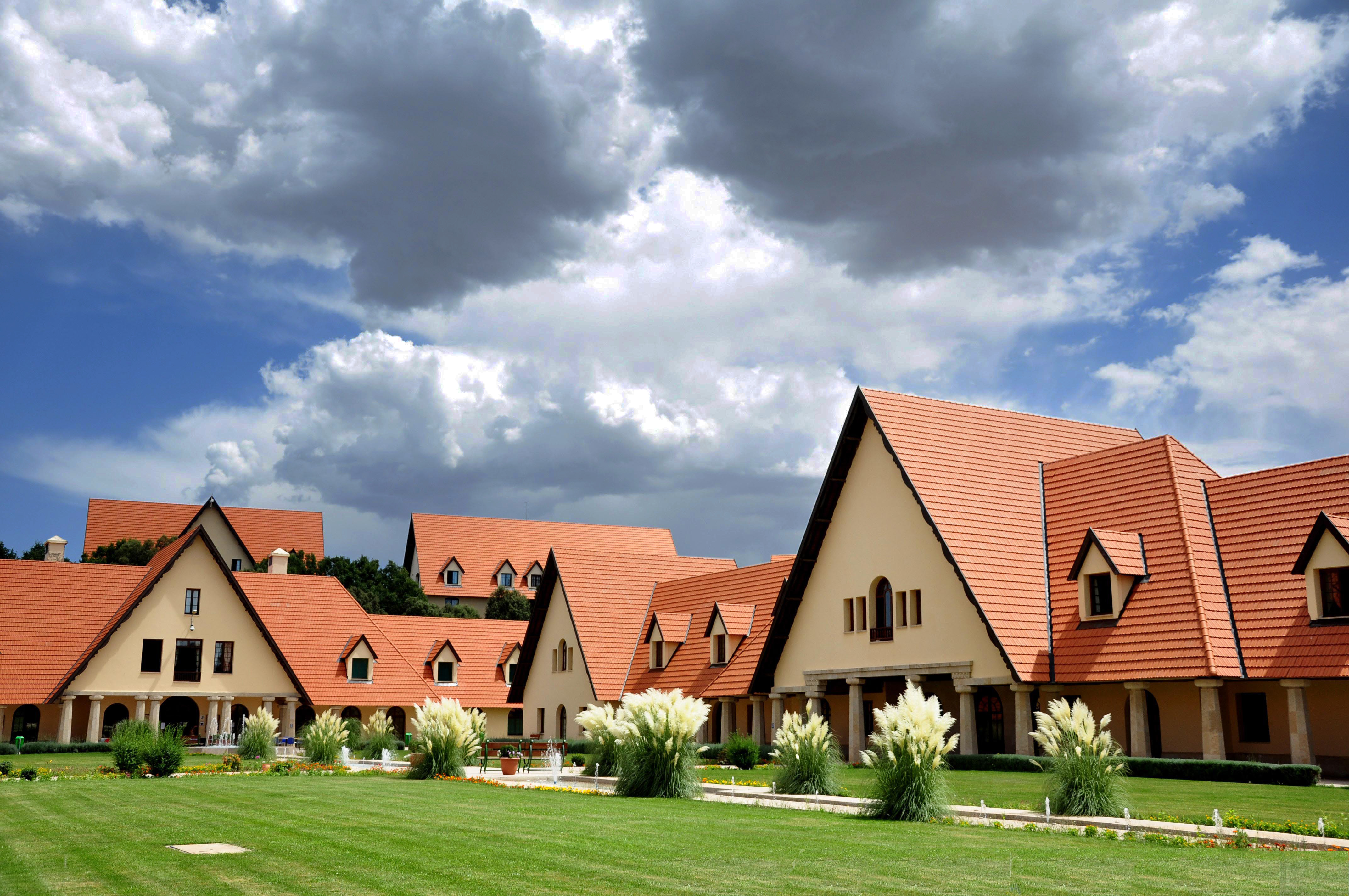
Universidade Al Akhawayn em Marrocos.

Três instituições na África são membros da Aliança Global de Artes Liberais: Universidade Al Akhawayn no Marrocos, Universidade Americana do Cairo no Egito e Universidade Americana da Nigéria. As escolas egípcias e nigerianas são universidades com um componente de artes liberais, mas Al Akhawayn foi fundada no modelo de uma faculdade americana de artes liberais.